# Сан-Джермано-Верчеллезе
Сан-Джермано-Верчеллезе (итал. San Germano Vercellese, пьем. San German) — коммуна в Италии, располагается в регионе Пьемонт, в провинции Верчелли.
Население составляет 1812 человека (2008 г.), плотность населения составляет 60 чел./км². Занимает площадь 30 км². Почтовый индекс — 13047. Телефонный код — 0161.
Покровителем коммуны почитается святой Герман Осерский, празднование 31 июля.

## Демография
Динамика населения:

## Администрация коммуны
- Официальный сайт: